# Sunius melanocephalus
Sunius melanocephalus är en skalbaggsart som först beskrevs av Fabricius 1793.  Sunius melanocephalus ingår i släktet Sunius, och familjen kortvingar. Arten är reproducerande i Sverige.